# Orlando Phillips
Orlando Darryl Phillips (San Francisco, 30 giugno 1960) è un ex cestista statunitense, professionista in Spagna, Turchia, Australia e Francia.

## Carriera
Venne selezionato dai Los Angeles Lakers al terzo giro del Draft NBA 1983 (69ª scelta assoluta).

## Palmarès

### Squadra
- Campionato francese: 1

Pau-Orthez: 1991-92

### Individuale
- Migliore nella percentuale di tiro CBA (1984)